# Gonikoppal
Gonikoppal là một thị trấn thống kê (census town) của quận Kodagu thuộc bang Karnataka, Ấn Độ.

## Nhân khẩu
Theo điều tra dân số năm 2001 của Ấn Độ, Gonikoppal có dân số 7251 người. Phái nam chiếm 52% tổng số dân và phái nữ chiếm 48%. Gonikoppal có tỷ lệ 78% biết đọc biết viết, cao hơn tỷ lệ trung bình toàn quốc là 59,5%: tỷ lệ cho phái nam là 83%, và tỷ lệ cho phái nữ là 73%. Tại Gonikoppal, 13% dân số nhỏ hơn 6 tuổi.